# Abbaye Notre-Dame de Bonneval
Pour les articles homonymes, voir Abbaye Notre-Dame et Bonneval.
L'abbaye Notre-Dame de Bonneval est une abbaye cistercienne fondée en 1147, située sur la commune française du Cayrol dans le département de l’Aveyron, ainsi que dans le diocèse de Rodez.
Des bâtiments primitifs, vendus comme bien national à la Révolution française, restent une partie de l'église, les bases des bâtiments claustraux, quelques pièces (sacristie, celliers, ancienne infirmerie, pièces autour du cloître), les pavillons d'entrée avec une statue de la Vierge à l'Enfant datant du XIIe siècle, le système d'adduction et d'évacuation des eaux, et les remparts (XIVe – XVIe siècle). Il est possible toute l’année de voir les pavillons, les remparts, l’église ; le reste ne se visite pas, toujours habité par une communauté de cisterciennes-trappistines.

## Histoire

### Moyen Âge
L'abbaye Notre-Dame de Bonneval a été fondée en 1147 par l'abbaye cistercienne de Mazan (en latin Mansiade, diocèse de Viviers, Ardèche) à l'initiative de Guillaume de Calmont d'Olt, évêque de Cahors.
Guillaume mit à la disposition de Pierre II (évêque de Rodez), ses terres de Pussac et de Barrugues pour y établir des religieux. Pierre s'adressa alors à l'abbé de Mazan, qui envoya la première colonie cistercienne.
Rapidement, les dons et les candidats affluent. Bonneval devient une des plus importantes abbayes du Rouergue qui possède des granges, grandes fermes souvent éloignées de l'abbaye, tenues par des frères convers sous la direction d'un « grangier ». Fortifiées au moment de la guerre de Cent Ans, plusieurs d'entre elles ornent encore le paysage régional. Administrées au XIIe siècle par environ 450 religieux, ces granges étaient au nombre de douze au XIIIe siècle :
- grange de Pussac ;
- grange de Masse ;
- grange de la Roquette ;
- grange de Biac ;
- grange de Fraissinet sur la planèze de Saint-Flour en contrebas du Puy Raynel (1 155 m) à Oradour en Haute-Auvergne, près de la voie romaine. Elle avait été reçue par donation en 1177 avec ses dépendances de Combret, Pierrefiche, Lieuriac, Rouire et Malefosse. Les archives ont conservé la trace de revendications des puissances locales : d'abord par le prieur de Saint-Flour terminé par une transaction en 1293, puis par le seigneur de Pierrefort, et au XVIIe siècle par les moines qui refusaient de reverser une part des produits à l'abbaye. Il ne reste de la grange qu'une chapelle et un ancien pont[3]. Elle est actuellement une étape du Pèlerinage de Saint-Jacques de Compostelle ;
- grange de Bonnecharre ;
- Bonauberc ;
- grange d'Anduze ;
- grange de Galinières (ou de Peyrols) ;
- grange de Monbès ;
- grange de Séveyrac ;
- grange de la Vayssière.

Après la peste noire au milieu du XIVe siècle, la guerre de Cent Ans affecte durement le Rouergue, donné aux Anglais par le Traité de Brétigny (1360). L'abbaye est pillée, mais bénéficiera par la suite de lettres de sauvegarde du chef des armées anglaises, le Prince de Galles. Au cours des siècles suivants, les guerres de Religion puis les troubles populaires suscités au début du XVIIe siècle par le rattachement du comté de Rodez au Royaume de France seront à nouveau causes de difficultés pour l'abbaye.

#### Abbés

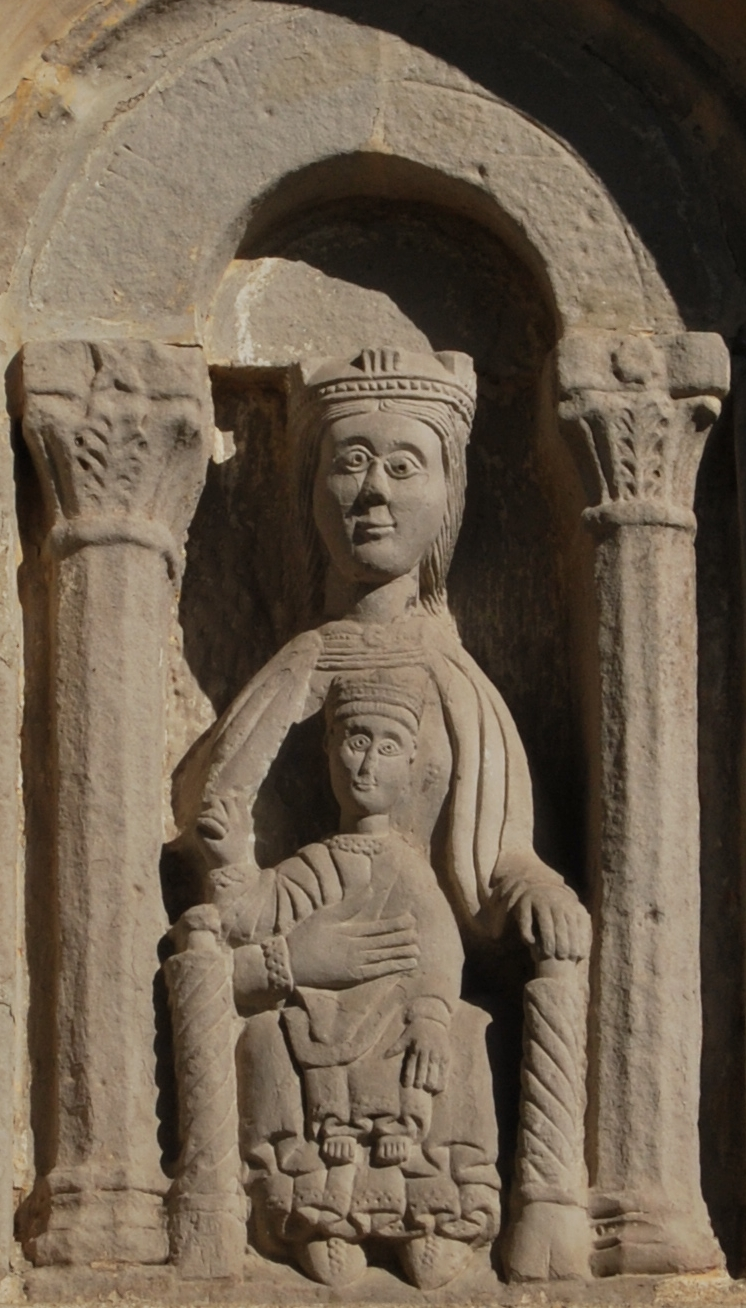
Notre-Dame de Bonneval (XIIe siècle).

- Adhémar (1147-1178), également appelé Quadrat, fut le premier abbé ; il avait été prieur de l'abbaye de Mazan et était venu à la tête de sept religieux, présider à la fondation de Bonneval. Il fut ensuite honoré comme bienheureux, le ménologe cistercien le mentionnant à la date du 22 février.
- Guillaume (1178)
- Pierre (1178-1190)
- Sicard (1191-1195)
- Philippe (1196-1210)
- Jean (bienheureux)(1210-1212). Mentionné dans le ménologe de Cîteaux à la date du 27 mai, fut par ailleurs un des prédicateurs de la campagne contre les Cathares.
- Hugues (1214-1225)
- Jean (1225)
- Arnald (1231-1232)
- Antelme (1232-1238)
- Jean (1238…)
- Étienne Cordurier (1243-1257)
- Pierre (1258-1278)
- Étienne de Turlande (1278-1283)
- Pierre (1283-1287)
- Roustan (1287-1288)
- Gérald (1288-1298)
- Raymond (1299-1300 ?)
- Bérenger (1301-1319)
- Jean, moine de Grandselve (1319-1326)
- Guillaume de Celles (1327)
- Déodat (1332-1346)
- Guillaume Brossini (1346…)
- Déodat Brossini (1350-1363)
- Rigald dit de Gaillac (1363-1379). Il fit construire les fortifications de Biac (1366) et de Galinières (1371).
- Pierre (1381-1388)
- Raymond de Raffin (1383-1385)
- Dorde Lauret (Déodat) Dieudonné III (1387-1407), s'occupa avec zèle du gouvernement de son abbaye et lui procura de puissants protecteurs. Au 1er mars 1391, il fit hommage à Bernard, comte d'Armagnac et de Rodez, et en obtint trois ans après des lettres de sauvegarde. En 1399 il rendit hommage à Charles VI et en 1403 à Guy II baron de Sévérac, pour les biens que Bonneval possédait à Buseins. De son abbatiat datent les concordats qui répartissent les revenus entre la communauté et l'abbé (1393, 1395), vraie destruction de la spiritualité bénédictine due aux ravages de la guerre de Cent Ans.
- Gérald (1407-1419), reçut de Benoît XIII, le pouvoir d'user des insignes pontificaux.
- Jean Robert (1419-1446), son élection fut confirmée par Benoît XIII. Il causa à l'abbaye de grands dommages spirituels et temporels. En effet, Pierre d'Augnac, abbé de Bonnecombe et lui furent condamnés à Toulouse le 24 juillet 1420 comme partisans solennels de l'antipape Pierre de Lune. Jean Robert attendit semble-t-il la mort de ce dernier pour se soumettre à Martin V. Il assista au Concile de Bâle qui le délégua en qualité de commissaire, auprès d'Alphonse, roi d'Aragon.
- Pierre Rigal (1446-1473). Il fit ériger la tour de Masse, et la partie gothique de l'église abbatiale (le chœur, qui subsiste partiellement) comme en témoigne la clef de voûte conservée à l'abbaye.
- Guy de Castelnau-Bretenoux (1473-1499), premier abbé commendataire de Bonneval.

### Période moderne

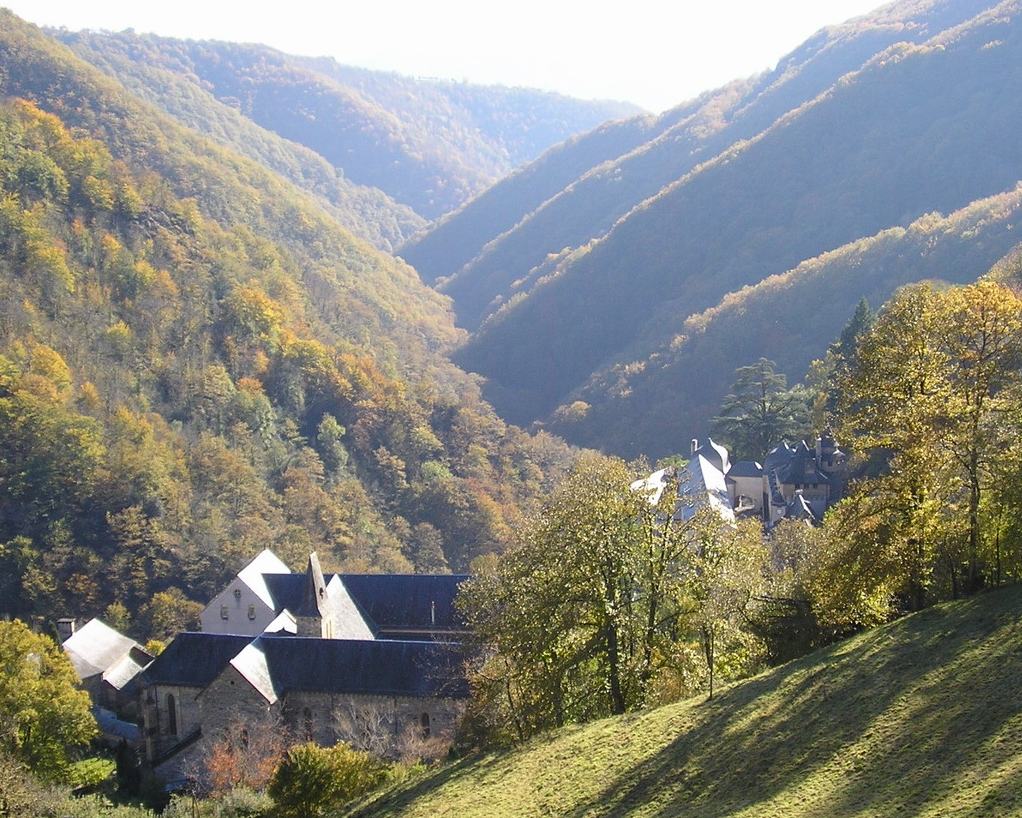
L'abbaye et la vallée de Bonneval : un site typiquement cistercien.

Au XVIIe siècle et jusqu'à la Révolution, Bonneval sert de noviciat régional : c'est à l'abbaye que doivent être formés tous les novices des abbayes cisterciennes du Sud-Est. De fait, l'abbaye est tenue pour fervente et régulière. De nombreux moines sont formés au collège des Bernardins de Paris ou de Toulouse. Le dernier abbé régulier, par exemple, Jean-Aymar Frayssinous, était « docteur en Sorbonne, lecteur, régent et professeur royal de théologie à l’Université de Toulouse ». Mais le régime de la commende, imposé à Bonneval dès 1473 altère la vie de la communauté sur tous les plans : économie, recrutement, régularité de la vie monastique. Cependant Bonneval semble avoir eu la chance de ne pas tomber totalement dans la décadence fréquente des établissements religieux de l'époque : à la fin du XVIIIe siècle, quand la commission des réguliers décrit la vie monastique en France, Bonneval fait partie des cinq seules abbayes cisterciennes à recevoir des éloges. En effet, les moines continuaient à célébrer l'office, à suivre la règle et les us de l'Ordre et ils faisaient des aumônes - même si on est en droit de s'interroger sur la façon dont ces aumônes s'effectuaient car elles ne représentaient qu'une petite part des revenus que les moines percevaient sur la population alentour : droits de fermage, droits seigneuriaux, dîme. On était loin de l'esprit des premiers cisterciens, et de saint Benoît qui affirmait : ils seront vraiment moines s’ils vivent du travail de leurs mains.
Au moment de la Révolution, les treize moines présents sont chassés de l'abbaye en 1791. L'abbaye est alors découpée en lots et vendue comme bien national. Les bâtiments servent de carrière de pierres. La façade du XVIIIe disparaît en grande partie mais les parties plus anciennes, construites en schiste, intéressent moins les démolisseurs.

#### Abbés
- Guy de Castelnau-Bretenoux (1499-1523), abbé commendataire. Pourvu de l'évêché de Cahors en 1508 qu'il dut céder à plus fort compétiteur (Germain de Ganay) en 1509 ; Guy reçut en compensation l'évêché de Périgueux qu'il résigna peu avant sa mort en faveur de Jacques de Castelnau-Clermont.
- Raymond Raynald (1523-1532), abbé régulier. Bien que régulière, son élection fut contestée comme contraire au Concordat qui réservait au roi la nomination aux abbayes, puis confirmée en appel.
- Bernard Vezin (1532-1534), abbé régulier.
- François Guillaume de Castelnau de Clermont-Lodève (1534-1540), abbé commendataire.
- Jacques de Castelnau de Clermont-Lodève (1540-1585), abbé commendataire, neveu du précédent.
- Jean de Castelnau de Clermont (1585-1595), abbé commendataire.
- Pierre Prandines (1596-1609), abbé commendataire.
- Alexandre de Castelnau-Clermont (1609… ?), abbé commendataire, neveu de Jacques de Castelnau.
- Geraud de Noygues (1622-1629). Docteur en théologie, il est promu à Bonneval comme abbé commendataire, mais entre en 1628 au noviciat de Cîteaux et devient par suite abbé régulier. Il rétablit ainsi la régularité à Bonneval, avec le consentement du roi et l'approbation du Saint-Siège. Peu de temps après, le prieur Étienne Carrié, soi-disant pour assurer la pérennité de cette régularité, lui demanda de résigner sa charge entre ses mains. Et Geraud de Noygues accepta.
- Étienne Carrié (1629-1661), abbé régulier. Conformément aux prescriptions de l'Ordre, il avait été envoyé aux études et était docteur en théologie ; il avait été, vers 1620, régent au collège des Bernardins de Toulouse. En 1638, il fut nommé visiteur des provinces de Rouergue, Auvergne et Quercy par l'abbé de Cîteaux qui était alors le cardinal de Richelieu.
- Jean-Aymar Frayssinous (1661-1679), abbé régulier, neveu du précédent. Ancien élève du collège des Bernardins de Paris, il était docteur en Sorbonne, lecteur, régent et professeur royal de théologie en l'université de Toulouse depuis 1651.
- Henry-Claude de la Playnie de Puymartin (1679-1714), abbé commendataire. C'est le retour définitif de la commende à Bonneval et la fin d'une période de prospérité : les revenus sont à nouveau pillés par l'abbé commendataire, le nombre de novices limité.
- René-François de Beauvau (1723-1739)
- Jean-Antoine d'Agoult (1745-1769)

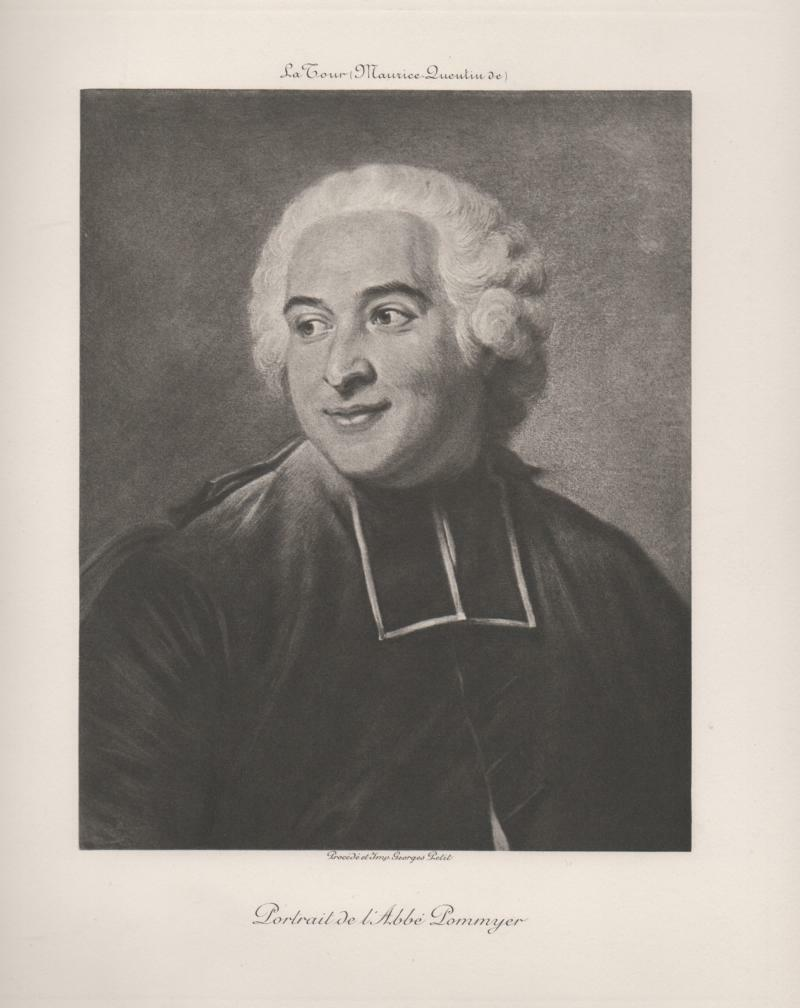
L'Abbé Pommyer, d'après Quentin de La Tour.

- François-Emmanuel Pommyer (1770-1785)
- Elléon de Castellane-Mazaugues (1786-1791), évêque de Toulon, anticoncordataire.

### Période contemporaine

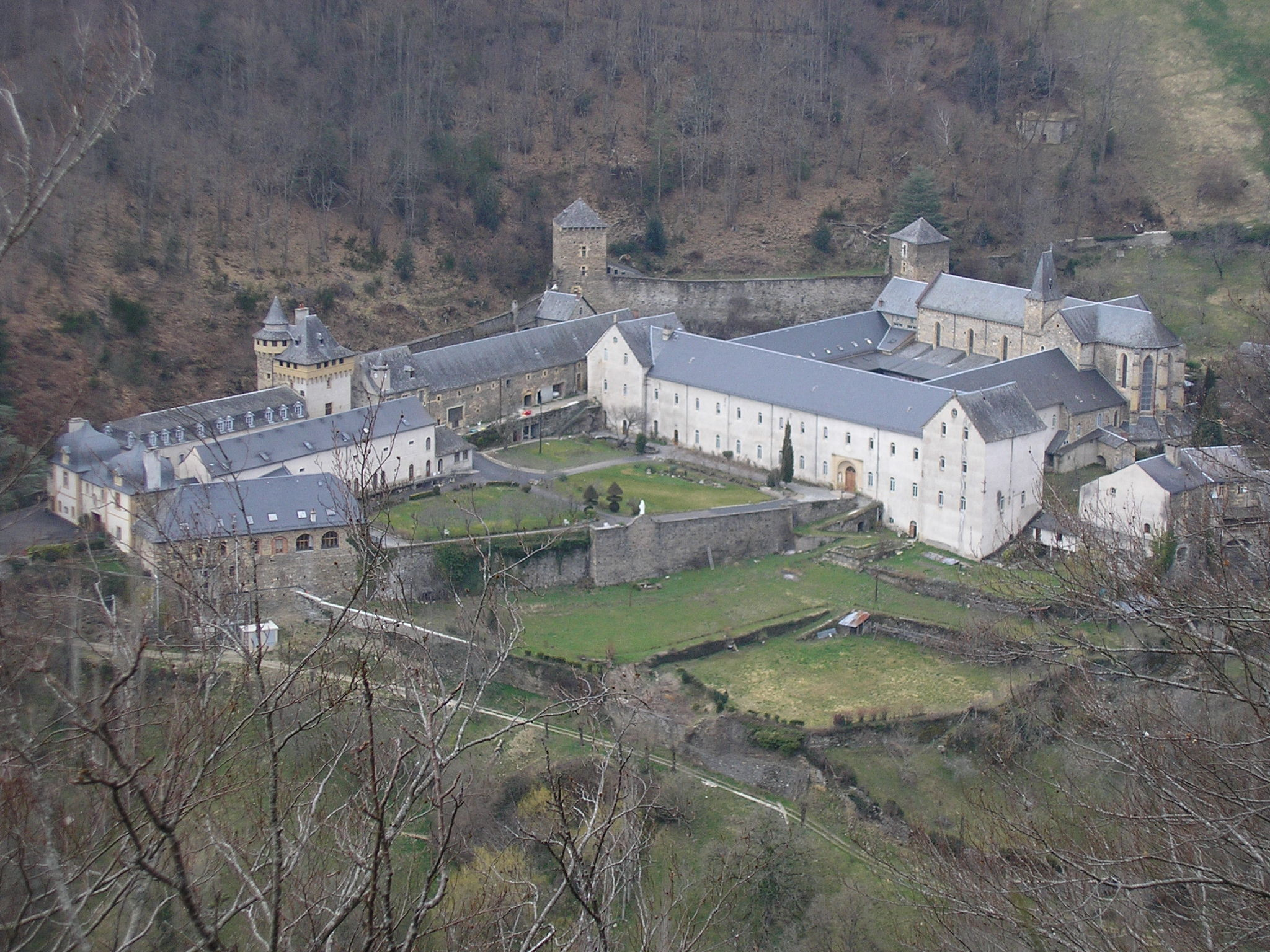
L'abbaye contemporaine presque entièrement reconstruite par les moniales à la fin du XIXe siècle.

En 1875, à la demande du cardinal Bourret évêque de Rodez, les cisterciennes de Notre-Dame de Maubec (Drôme, aujourd'hui Blauvac dans le Vaucluse) envoient une petite colonie de sœurs pour faire renaître Bonneval, avec l'aide de moines d'Aiguebelle. Parmi eux, le Père Emmanuel Bernex apporte une aide précieuse, notamment en communiquant aux sœurs les recettes de fabrication du chocolat utilisées à Aiguebelle, et en faisant installer sur la rivière (la Boralde Flaujaguèse) une turbine électrique dès 1881. Il sera ensuite abbé de Bonnecombe, autre ancienne abbaye cistercienne en Rouergue. Cette installation électrique sera d'ailleurs la première dans la région. Actuellement, un barrage et des turbines modernes, appartenant à l'abbaye, fonctionnent toujours.
En 1902, Bonneval fonde au Canada, à Saint-Romuald, Notre-Dame du Bon Conseil. Ce monastère, autonome en 1924, s'est transféré en 2002 à Saint-Benoît-Labre (Québec).
En 2020, les sœurs sont au nombre de 21, dont l'âge se situe entre 29 et 98 ans. Comme il est d'usage chez les cisterciens, elles joignent le travail à la prière, notamment en produisant depuis 1878 un chocolat qui contribue à la renommée gastronomique de la région. La journée cistercienne s'équilibre en effet selon la règle de saint Benoît (VIe siècle) entre prière liturgique et personnelle, lecture (la lectio divina, lecture priée de l'Écriture ou d'ouvrages spirituels) et travail.
Abbesses
- Marie Ire Dejean (1875-1878)

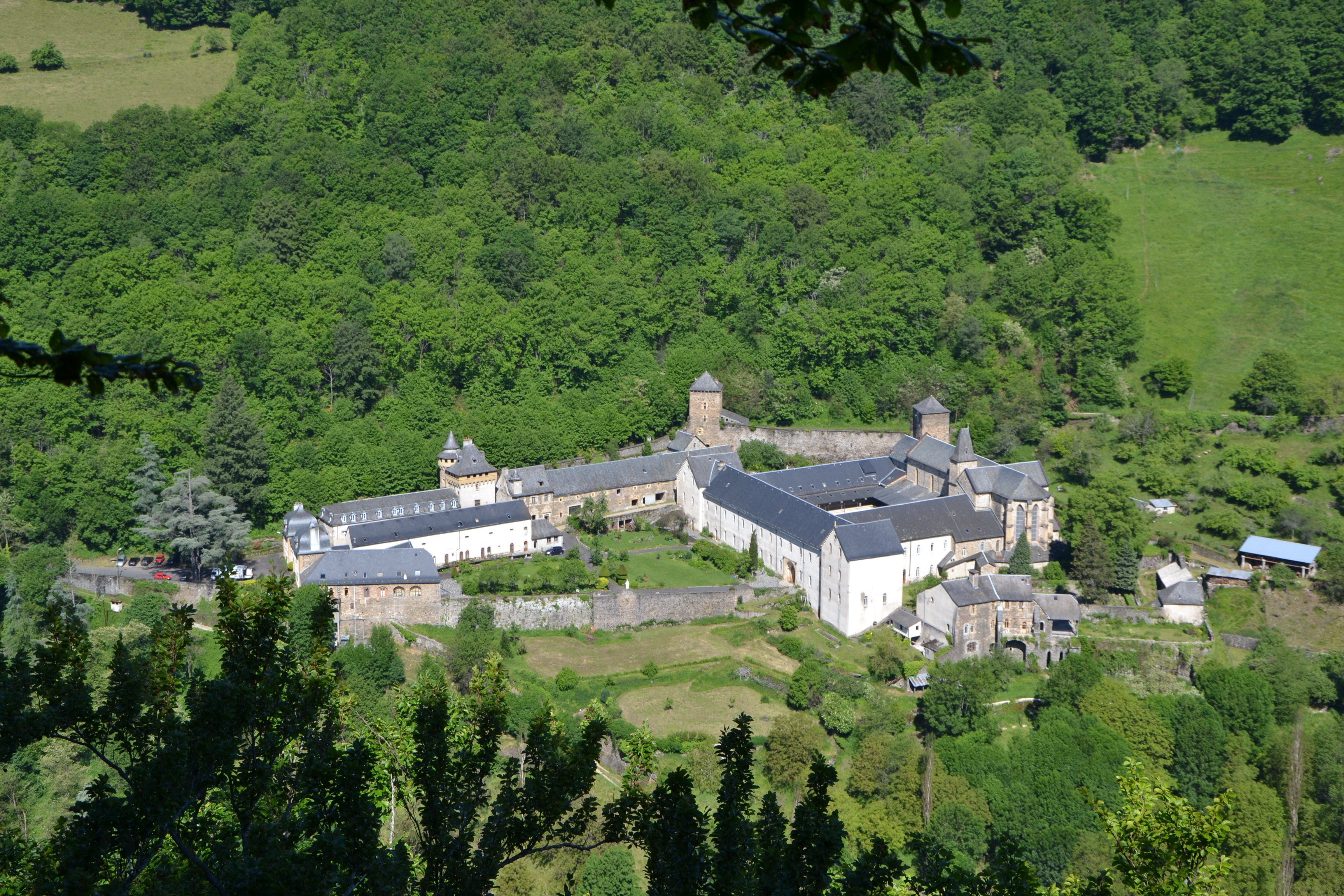
Une autre vue de l'abbaye Notre-Dame de Bonneval, au début de l'été (juin 2013)

- Marie II Augustine Puech (1878-1886)
- Lutgarde Bru (1886-1916)
- Antoinette Ayral (1916-1930)
- Marie III Bru (1930-1963)
- Agnès Bousquet (1963-1981)
- Geneviève Le Quiniou (1981-1995)
- Michèle Cointet (1996-2024)
- Anne-Claire Maillard (2024-...)